# Ali al-Sistani
Ayatollah Sayyid Ali Husaini Sistani (السيد علي الحسيني السيستاني på arabisk og سید علی حسینی سیستانی på persisk), er født omkring den 4. august 1930. Han er storayatollah og var en nøgleperson i forbindelse med den amerikanske besættelse af Irak.

## Biografi
al-Sistani blev født i Mashhad i Iran som søn i en familie af religiøse lærde. Hans bedstefar var en berømt lærd, som havde forsket i Najaf. Sistanis familie stammer fra det område af Iran, som kaldes Sistan, og det forklarer titlen "al-Sistani" (= ham fra Sistan) i navnet. Sistani begyndte sin religiøse uddannelse allerede som barn i Mashhad, hvorfra han flyttede til shiitternes hellige by Qom, hvor han fortsatte studierne. Efter nogle år i Qom tog han til Irak for at studere i Najaf under storayatollah Abū al-Qāsim al-Mūsawī al-Khūʾī.
Han slog sig ned i Najaf, hvor han stiftede familie, og han blev en væsentlig del af byens samfund, da Khoei udnævnte ham til marja en gang i 1960'erne. Khoeis indflydelse på Sistani er veldokumenteret, og han følger bl.a. Khoeis opfattelse af, at præsteskabet bør adskilles fra politik, hvad der har holdt ham ude af storpolitik. Det bidrog til at skåne ham for opmærksomhed fra Ba'athpartiet, som ellers var berygtet for at behandle shiitter dårligt og for at forfølge shiitiske ledere, så den shiitiske befolkning holdt sig i ro. Trods Sistanis ikke-indblanding i politik blev han alligevel generet adskillige gange af Baathpartiet og fængslet en kort tid efter det shiitiske oprør, som fulgte efter den 1. Golfkrig. Derudover har han været mål for en række snigmordsforsøg i 1990'erne. 
Khoei døde i 1992, men nåede at udnævne Sistani som sin efterfølger. Kort efter Khoeis død, døde andre fremtrædende præster i Najaf, og Sistani blev en af de mest respekterede imamer i Irak. Han er blevet udfordret af andre præster, som f.eks. Mohammad Sadeq al-Sadr, men hans rolle som arvtager til Abdul-Qassem Khoei gav ham et forspring. Hans funktion som den vigtigste leder af de irakiske shiitter blev styrket efter Saddam Husseins nedskydning af Sadr. I sin rolle som ayatollah bestyrer Sistani millioner af dollars, som han fordeler f.eks. som betaling for uddannelse af  videnskabsmænd i den muslimske verden. 
Selv om Sistani overlevede de forfølgelser, der førte til mange andre shiitiske præsters død, blev hans moske lukket i 1994 og er det stadigvæk. Siden har han stort set holdt sig hjemme i sit hus i Najaf. Det er blevet set som en slags protest mod forfølgelse, men andre anser det for at være udslag af en husarrest beordret af Baathpartiet. Trods sin tilbagetrukkethed og utilgængelighed har Sistani stor indflydelse på den shiitiske befolkning i Irak, og han bliver betragtet som den vigtigste leder af flertallet blandt landets shiitter. Det er på baggrund af den indflydelse, at han fortsat spiller en væsentlig rolle i dagens irakiske politik. 
I begyndelsen af august 2004 blev Sistani, som længe har lidt af problemer med hjertet, ramt af et alvorligt anfald. Han blev indlagt i England, hvor han gennemgik en tredobbelt by-pass operation, og er stadig på rekreation dér.

## Al-Sistanis rolle i dagens Irak
Efter den amerikanske invasion af Irak i 2003, har Sistani spillet en stadigt vigtigere rolle i landet. Da besættelsen var indledt, udstedte han kort efter nogle fatwaer, som formanede shiitter om ikke at gå ind i politik. Men som tiden gik, blev Sistani mere og mere indblandet selv, og han begyndte at slå til lyd for dannelsen af en grundlovgivende forsamling. Senere har han forlangt direkte valg, som skal munde ud i skabelsen af en overgangsregering. Endelig har han kritiseret, at de amerikanske planer for en irakisk regering ikke er tilstrækkeligt demokratiske. Derfor har han også afvist at tale direkte med amerikanske myndigheder, og han bruger sine mange repræsentanter i Irak og Mellemøsten som talerør for spredning af sine bestemmelser og afgørelser.
1. ↑  Navnet er anført på engelsk og stammer fra Wikidata hvor navnet endnu ikke findes på dansk.
2. ↑  Navnet er anført på engelsk og stammer fra Wikidata hvor navnet endnu ikke findes på dansk.